# Канаделу
Канаделу (порт. Canadelo)  —  район (фрегезия) в Португалии,  входит в округ Порту. Является составной частью муниципалитета  Амаранте. По старому административному делению входил в провинцию Дору-Литорал. Входит в экономико-статистический  субрегион Тамега, который входит в Северный регион. Население составляет 217 человек на 2001 год. Занимает площадь 12,95 км².